# Dalechampia psilogyne
Dalechampia psilogyne är en törelväxtart som beskrevs av Johannes Müller Argoviensis. Dalechampia psilogyne ingår i släktet Dalechampia och familjen törelväxter. Inga underarter finns listade i Catalogue of Life.